# Jaskinia Pływaków

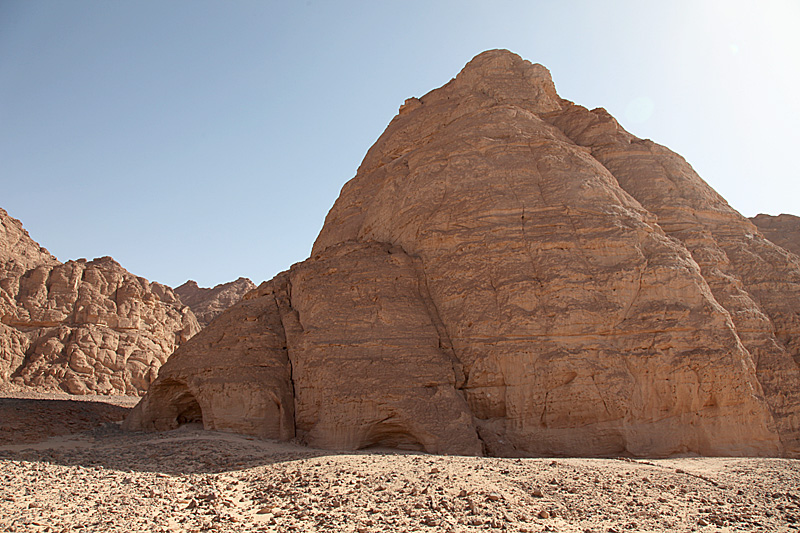
Skała z dwoma schroniskami skalnymi, większe z nich (po lewej) to Jaskinia Pływaków.

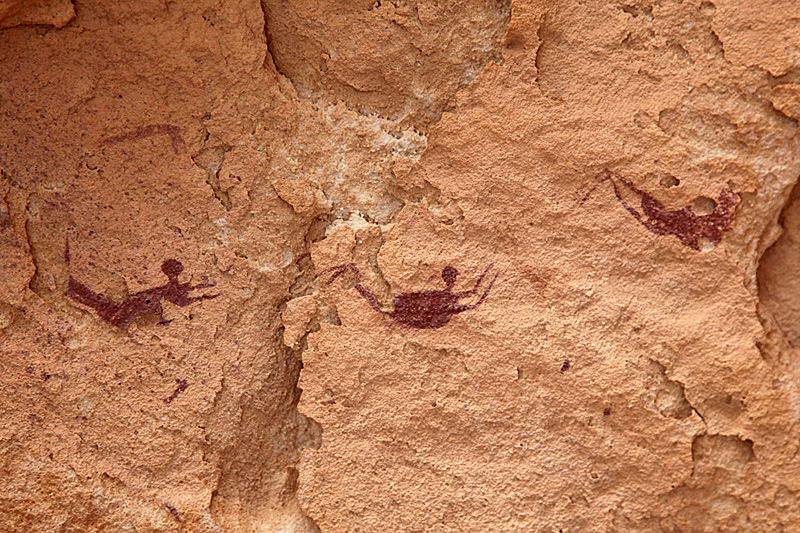
Fragment malowideł jaskini z postaciami podobnymi do płynących ludzi

Jaskinia Pływaków (ang. Cave of Swimmers) – stanowisko archeologiczne i mała jaskinia w Wadi Sura na saharyjskim płaskowyżu Dżilf al-Kabir, na Pustyni Zachodniej w Egipcie, znane z zachowanego zespołu sztuki naskalnej sprzed ok. 6–9 tys. lat temu.
Jaskinię odkryła ekspedycja László Almásy’ego w roku 1933. Jest ona wykształcona w piaskowcach sylurskich, komora ma 15 do 18 m szerokości i 9 m wysokości w wejściu, a sięga w głąb skały do 8 m.
Na jej ścianach znajdują się liczne malowidła i petroglify przedstawiające sylwetki ludzi, które są najliczniejsze, zwierząt, głównie dzikich (gazelki płoche, żyrafy, strusie, lwy lub lamparty), ale też bydła oraz sceny polowań i kompozycje interpretowane jako przedstawienia ówczesnych wierzeń i rytuałów. Są też odciski dłoni z rozłożonymi palcami prehistorycznych twórców, powstałe przez jej przyłożenie do ściany i dmuchanie na nią pigmentami. Wśród postaci ludzkich są takie, które wyglądają jakby pływały, co zainspirowało odkrywców do nadania grocie nazwy Jaskini Pływaków. Jednocześnie na podstawie tych scen László Almásy wysunął nowatorską wówczas hipotezę, że w czasie powstawania malowideł klimat Sahary był znacznie bardziej wilgotny niż współcześnie i nie brakowało wtedy zbiorników wodnych na tym obszarze. Postacie ludzkie oraz zwierzęce, najczęściej jednobarwne, rzadziej dwubarwne, były malowane ochrą, głównie czerwoną, ale też żółtą (różne odcienie obu barw), ponadto zdobiono je białym kaolinem. Wszystkie te barwniki występują w najbliższej okolicy jaskini.
W tej samej skałce co Jaskinia Pływaków, 40 m na południe, znajduje się druga, mniejsza (wejście ma 10 m szerokości i 5 m wysokości) jaskinia zwana Cave of Archers (jaskinią łuczników), również z malowidłami. Są to wizerunki ludzi trzymających łuki oraz wizerunki bydła.
Powierzchnie pokryte sztuką naskalną w obu jaskiniach są silnie zwietrzałe i spękane w wyniku procesów wietrzeniowych, przez co część oryginalnych malowideł uległa zniszczeniu. Ponadto zwiedzający turyści silnie zniszczyli dolne części ścian z zabytkowymi kompozycjami ryjąc lub rysując współczesne bohomazy.
Cały region, w którym są obie jaskinie został włączony do utworzonego w roku 2007 Gilf Kebir National Park.

## Jaskinia we współczesnej kulturze
Jaskinia jest jednym z głównych miejsc akcji powieści Angielski pacjent Michaela Ondaatjego oraz filmu o tym samym tytule.